# Aleksandar Damčevski
Aleksandar Damčevski (Macedonisch: Александар Дамчевски) (Straatsburg, 21 november 1992) is een Frans-Macedonisch voetballer die als centrale verdediger speelt. Hij debuteerde in 2014 in het Macedonisch voetbalelftal.
Damčevski speelde in Zwitserland in het tweede team van FC Luzern en een half jaar bij SC Kriens. Na in 2014 een half jaar in Bulgarije voor PSFC Tsjernomorets Boergas gespeeld te hebben, tekende Damčevski in juli 2014 na een succesvolle stage een contract voor drie seizoenen bij NAC Breda. Hier was hij onder coach Nebojša Gudelj basisspeler, maar nadat die werd ontslagen en opgevolgd door Eric Hellemons veranderde dat. Vanaf het moment dat Robert Maaskant in januari 2015 werd aangesteld als coach, kwam hij helemaal niet meer in actie in het eerste elftal. NAC en Damčevski ontbonden in augustus 2015 in overleg zijn contract. Hierna was hij op proef bij Partizan Belgrado en het Bosnische FK Velež wilde hem vastleggen. Hij kreeg echter geen toestemming om voor de club uit te komen omdat zijn contract bij NAC ontbonden was nadat de spelersmarkt in Bosnië gesloten was. In februari 2016 vond hij in het Kazachse Atıraw FK een nieuwe club. Een jaar later ging hij voor het Hongaarse Mezőkövesd-Zsóry SE spelen. Eind april 2017 werd zijn contract ontbonden. Vervolgens speelde hij op Cyprus voor Ermis Aradippou. Sinds begin 2018 kwam hij uit voor FC Ararat-Armenia in Armenië. Met de club werd hij in 2018 en 2019 Armeens landskampioen en won hij in 2019 ook de Supercup. Medio 2021 ging hij naar Partizan Tirana in Albanië. Sinds 2023 speelt hij in Italië.